# Vụ nổ Cầu Krym 2022
Rạng sáng ngày 8 tháng 10 năm 2022, một vụ nổ đã xảy ra trên Cầu Krym, gây ra thiệt hại lớn. 7 toa chở nhiên liệu của đoàn tàu chạy ngang bốc cháy gây cháy lớn, hai nửa cầu đường bộ bị sập. Các cơ quan truyền thông của Nga cho rằng một chiếc xe bom đã phát nổ trên cây cầu, làm cháy các toa chở nhiên liệu của một đoàn tàu đang di chuyển đến Krym.
Ngày 12 tháng 10, Cơ quan An ninh Liên bang Nga cho biết họ đã bắt giữ 8 người (trong đó có 5 người Nga, 3 người Ukraine và Armenia, sau vụ nổ làm hư hỏng cầu Krym).

## Bối cảnh
Cầu Krym, được xây dựng từ năm 2016 đến năm 2019, nối liền bán đảo Krym đến Krasnodar Krai và được dùng để kết nối bán đảo đã được Nga sáp nhập vào lãnh thổ để củng cố tuyên bố của mình.

## Vụ nổ
Lúc 6:07 sáng giờ địa phương, một vụ nổ đã diễn ra trên cây cầu, làm bốc cháy bảy toa chở nhiên liệu của một đoàn tàu đang chạy ngang, và một số nhịp cầu bị sập.

## Nguyên nhân
Các cơ quan truyền thông Nga cho biết một chiếc xe bom là nguyên nhân của vụ nổ. Vladimir Konstantinov, lãnh đạo thân Nga của Krym đã đổ lỗi những "kẻ phá hoại người Ukraina". Cả Ukraina và NATO chưa đưa ra thông báo chính thức về vụ việc. Các lãnh đạo quân sự Ukraina trước đó cho biết cây cầu là một mục tiêu cho một vụ tấn công bằng tên lửa.